# Rolf Rock
Rolf Rock är en klippa i Sydgeorgien och Sydsandwichöarna (Storbritannien). Den ligger i den nordvästra delen av Sydgeorgien och Sydsandwichöarna.
Terrängen runt Rolf Rock är kuperad västerut, men åt sydost är den platt. Havet är nära Rolf Rock åt nordost.  Det finns inga samhällen i närheten. 